# Муленсар
Муленсар (фр. Сhâteau de Moulinsart) — загородное имение (шато) капитана Хэддока из серии комиксов «Приключения Тинтина» бельгийского карикатуриста Эрже.
В английской версии усадьба переименована в Марлинспайк (англ. Marlinspike).

## История
В альбоме «Тайна «Единорога»» в Муленсаре проживают злобные братья Луазо и именно там оказываются спрятаны искомые сокровища. В «Сокровищах кровавого Рэкхэма» выясняется, что в 1684 году Людовик XIV преподнёс усадьбу в дар шевалье Франсуа д’Адоку, от которого по прямой линии происходит капитан Хэддок. В интересах последнего поместье приобретает профессор Турнесоль.
В послевоенных альбомах Муленсар предстаёт домом Тинтина и Хэддока. Всем хозяйством в усадьбе заведует дворецкий Нестор. По соседству с усадебным домом — лаборатория, где проводит свои эксперименты профессор Турнесоль. Вокруг богато обставленного дворца раскинулся обширный парк.
Наиболее подробно устройство и распорядок жизни в Муленсаре показаны в альбоме «Драгоценности Кастафьоре», действие которого не выходит за пределы поместья.
Название Moulinsart носит компания, которая распоряжается правами на наследие художника Эрже — автора «Приключений Тинтина».

## Местоположение
Поместье Муленсар находится в Бельгии. Переводчики книг о Тинтине на английский язык вызвали некоторую путаницу у англоговорящих читателей, указав адрес поместья Муленсар как «Мардинспайк, Англия» (англ. Marlinspaik, England). Однако такие детали, как номерные знаки автомобилей, движение по правой стороне дороги и внешний вид полиции Муленсара (которая носит черно-красную форму бельгийской жандармерии) подтверждают, что намерением Эрже было найти поместье в его родной Бельгии, а не в Соединенном Королевстве с левосторонним движением.
В изданиях Golden Press название Marlinspike Hall американизировано как Hudson Manor, что указывает на местоположение вдоль реки Гудзон в штате Нью-Йорк.